# I Giochi della penisola del Sud-est asiatico
I I Giochi della penisola del Sud-est asiatico si sono svolti a Bangkok (Thailandia) dal 12 al 17 dicembre 1959.

## Paesi partecipanti
Ai giochi hanno partecipato atleti provenienti da sei nazioni:
- Birmania
- Laos
- Malaysia
- Singapore
- Vietnam del Sud
- Thailandia

## Sport
Gli atleti hanno gareggiato nei seguenti sport: 
- Atletica leggera (dettagli)
- Badminton (dettagli)
- Calcio (dettagli)
- Ciclismo (dettagli)
- Nuoto (dettagli)
- Pallacanestro (dettagli)
- Pallavolo (dettagli)
- Pugilato (dettagli)
- Sollevamento pesi (dettagli)
- Tennis (dettagli)
- Tennis tavolo (dettagli)
- Tiro (dettagli)

## Medagliere
*   Paese ospitante
| Posiz. | Nazione         | Oro | Argento | Bronzo | Totale |
| ------ | --------------- | --- | ------- | ------ | ------ |
| 1      | Thailandia*     | 35  | 26      | 16     | 77     |
| 2      | Birmania        | 11  | 15      | 14     | 40     |
| 3      | Malaysia        | 8   | 15      | 11     | 34     |
| 4      | Singapore       | 8   | 7       | 18     | 33     |
| 5      | Vietnam del Sud | 5   | 5       | 6      | 16     |
| 6      | Laos            | 0   | 0       | 2      | 2      |
| Totale | Totale          | 67  | 68      | 67     | 202    |